# UBooks-Verlag

UBooks Firmenlogo

Der UBooks-Verlag ist ein Buchverlag mit Sitz in Augsburg, Bayern. Er wurde im Jahre 2000 von Andreas Reichardt und Andreas Köglowitz gegründet.

## Geschichte
Der Verlag startete im Jahr 2000 als „Print-on-Demand“-Verlag, da für große Auflagen das Geld fehlte. Seit 2005 ist UBooks jedoch ein normaler Auflagenverlag. Der Firmensitz befand sich in der alten Reese-Kaserne in Augsburg. Im Jahr 2003 begann man, Bücher und Kalender in größeren Auflagen zu drucken. Der Firmensitz wurde in die Stadtmitte von Augsburg verlegt. Im März 2005 wurde der Firmensitz wegen Platzproblemen dann an den Stadtrand von Augsburg nach Neusäß verlegt.
Der Erfolg einiger Titel aus dem Programm veranlasste die Geschäftsleitung, den Bereich Print-on-Demand in einen neuen Verlag auszugliedern, um als „vollwertiger“ Verlag auch beim Buchhandel akzeptiert zu werden. Diese Programmänderung und auch die Ausgliederung des Lagers machten den dritten Umzug in vier Jahren im März 2006 nach Diedorf bei Augsburg notwendig. 2012 folgten der Umzug nach Mossautal und die Umbenennung in Ubooks/U-Line.
2014 wurde der Verlag stillgelegt, und die beiden Verleger trennten sich, um jeweils eigene Verlage zu gründen. Bereits 2011 wurde der Unsichtbar Verlag von Andreas Köglowitz gegründet; 2014 der U-Line Verlag von Andreas Reichardt. Neben der Förderung deutscher Autoren ist man seit 2006 auch dabei, ungewöhnliche Literatur aus Ländern wie Norwegen oder den USA zu importieren und für den deutschen Markt zu bearbeiten.

## Heute
Der alte Wahlspruch „Wir verlegen, wobei andere verlegen werden“ wurde 2005 bei der Umstrukturierung geändert in „Literatur jenseits des Alltäglichen“. Seit 2011 führt Andreas Reichardt den Verlag alleine. Sein Partner Andreas Köglowitz gründete den Unsichtbar Verlag, in dem einige Autoren seither veröffentlichen. 2013 gibt es einen Relaunch der Anti-Pop-Reihe des Ubooks-Verlags, wobei die Aufmachung komplett geändert wurde. Die Reihe erscheint nun als Hardcover, und anstatt weißer minimalistischer Cover prägen eindrucksvolle Fotografien die Titelbilder. Das Verlagsprogramm teilt sich in folgende Rubriken:
- „Anti-Pop“ mit Autoren wie Dirk Bernemann, Luci van Org, Stiff Chainey, Ramona Ambs, Christoph Straßer, Mirjam Dreer, Ina Brinkmann, Toby Fuhrmann und Stefan Kalbers und Titeln wie Ich hab die Unschuld kotzen sehen, Seelenficker, Seelenvernichter, Ich trag ein Massengrab im Herzen.
- „I-Pop“ (neu seit 2009, aber nach ca. zwei Jahren eingestellt, da keine neue Veröffentlichungen folgten) mit Autoren wie Andreas Kurz, Matthias Krause, Morne Mirastelle und Jana Krivanek
- „Celebrities“ mit Biografien über Sid Vicious, Johnny Depp, Brad Pitt, Christopher Walken, Jared Leto, HIM, Bullet for My Valentine, Harry S. Morgan und Heath Ledger; jüngst Bücher zu Bud Spencer und Terence Hill oder Louis de Funès
- „(Paranormal) Romance“, also fantastische Liebesromane, mit Autoren wie Jeanine Krock, Richelle Mead, Sandra Henke, Kristina Günak, Kim Landers, Franka Lyra Stolz und Inka-Gabriela Schmidt
- „Comics“ wie Lenore oder Nemi (Comic)
- „Erotik“ mit Autoren wie Sira Rabe, Eurydike, Eva Stern und Cosette
- „Sachbücher“ in den Bereichen „Vampir“ und „Erotik“; aktuell das satirisch angehauchte So komme ich in die Hölle vom Gag-Autor der Harald Schmidt Show und „Kult-Kolumnist“ Jörg Schneider
- „Bildbände“ von Fotografen wie Annie Bertram, Timo Denz, Gerald Axelrod und Thomas van de Scheck

## Autoren und Titel
- Gerald Axelrod: … als lebten die Engel auf Erden, Die Nacht des Blutmondes und An den Ufern der Ewigkeit
- Hilmar Bender: Violent Evolution. Die Geschichte von KREATOR und Jared Leto – 30 Seconds to Mars und das Leben als Schauspieler
- Dirk Bernemann: Ich bin schizophren und es geht mir allen gut, Satt Sauber Sicher, Ich habe die Unschuld kotzen sehen und Ich habe die Unschuld kotzen sehen – und wir scheitern immer schöner
- Annie Bertram: Wahre Märchen
- Sven Bremer: Lächeln
- Till Burgwächter: Nazi werden leicht gemacht. Wollt ihr das totale Buch?
- Noah Cicero: Der Krieg in uns aus dem Englischen The human war
- Cosette: Devot, Lust, Demütig, Gift für die Sklavin, Unartig, Handzahm, Sklavin in Gefahr, Sklavenherz
- Timo Denz: Faeries and Finds und Modern Times Witches
- Mirjam Dreer: Kleinstadtschlampe
- Toby Fuhrmann: Ich trag ein Massengrab im Herzen
- Lilian Green: Die verbotenen Früchte der Wollust und Obsession
- Sandra Henke: die Alpha-Reihe beginnend mit Alphawolf
- Stefan Kalbers: Atmen und Ein wenig sterben
- Jeanine Krock: Der Blutkristall, Die Sternseherin, Venuspakt und Wege in die Dunkelheit
- Andreas Kurz: Bis gestern war ich harmlos, Das verdammte Glück und Nachttankstelle
- Richelle Mead: Succubus Blues, Succubus on Top, Succubus Dreams und Succubus Heat
- Nemi
- Sira Rabe: Gefangen, Viola – das Tagebuch der Sklavin, Gezähmt, Dienerin zweier Herren, Tango der Lust
- Inka-Gabriela Schmidt: die Elfenreihe beginnend mit Elfenkind
- Christoph Straßer: Pornostern